# Armando Guerrico
Armando Guerrico (Buenos Aires, Argentina, 2 de junio de 1919 – ídem 28 de marzo de 2011, cuyo nombre real era Armando Ambrústolo, fue un cantor dedicado a los géneros del tango y el folclore. Usó también los nombres artísticos de Armando Barrié y de Armando Duval.

## Actividad profesional
Se crio en Quilmes, provincia de Buenos Aires, una ciudad del Gran Buenos Aires y desde muy chico comenzó a cantar y a aprender a tocar la guitarra.
Durante su adolescencia, con el nombre artístico de Armando Barrié formó con Carlos Fiorina un dúo en el que los dos tocaban la guitarra y Armando era la voz principal. Actuaron en reuniones de la zona e incluso solían ir sin invitación a fiestas de casamiento donde conseguían cantar y animar la reunión para ser recompensados al final con una propina.
En su juventud formó parte de la formación local muy reconocida en la zona por esa época, la orquesta de Francisquín. Sus primeras actuaciones profesionales fueron en cabarés del barrio de La Boca, en Buenos Aires, entre los cuales estaba el Charleston, sito en la calle Pedro de Mendoza y Necochea, que por su cercanía al puerto era muy frecuentado por marineros y por oscuros personajes de la ribera. Más adelante, en lo que significaba un progreso, hizo presentaciones con éxito en el famoso Café de los Angelitos, local muy vinculado a la gente del teatro y del tango, y en 1946 hizo una prueba para Ricardo Tanturi que necesitaba reemplazar a su  cantor Enrique Campos que se había desvinculado de su  orquesta, pero pese a que gustaban sus interpretaciones no se incorporó porque el director quería que imitara al sustituido, sin darle la posibilidad de hacerlo con su propio estilo. A Guerrico le seguía gustando interpretar folclore, lo que hacía como solista con el seudónimo de Armando Duval.
En 1957, hizo una prueba para Fulvio Salamanca, quien de estar 17 años como pianista y arreglista de la orquesta de Juan D'Arienzo estaba formando su propio conjunto. Cantó el tango El Tigre Millán, de Francisco Canaro pero el director advirtió que no se correspondía con su estilo, así que lo probó con otros temas, lo contrató y por su iniciativa pasó a llamarse desde entonces Armando Guerrico.
En la orquesta de Salamanca fue el cantante emblemático y, con 20 registros, el que más grabó, comenzando con Mano cruel y Adiós corazón, en 1957, hasta llegar en julio de 1961 a los últimos, Quereme corazón, Dónde estás cariño, Y el último beso y La uruguaya y la porteña.
Dejó a Salamanca en 1963 y continuó su carrera como solista, realizando trabajos con varias agrupaciones entre las cuales se contaron la de Oscar de la Fuente con quien grabó en 1957 Bomboncito y No digas que no, una guarania en tiempo de tango del director acompañante y Lorenzo Spanu en el sello Doma y, de los mismos autores, dos años más tarde, Melodía para una novia, en el sello Forever. Con Roberto Zanoni formó Los Cuatro para el Tango, hicieron giras y grabaron dos discos de larga duración. Para el sello Forever registró acompañado por la orquesta de Daniel Lomuto una serie de rancheras que luego se extraviaron por lo que nunca se comercializaron.
Guerrico seguía cantando folclore en fiestas y reuniones; en 1970 hizo su última presentación profesional en el género en Mi Refugio, un local ubicado a metros de Radio El Mundo y usó el nombre artístico de Armando Duval. Después se retiró definitivamente y falleció el 28 de marzo de 2011.